# Bojana Marinković
Bojana Marinković (serbisch-kyrillisch Бојана Маринковић; * 30. Oktober 1996 in Novi Sad) ist eine serbische Tennisspielerin.

## Karriere
Marinković begann im Alter von sechs Jahren mit dem Tennisspielen. Sie spielt vorrangig auf der ITF Women’s World Tennis Tour, wo sie bislang einen Titel im Einzel und 12 im Doppel gewinnen konnte.
Im Jahr 2017 spielte Marinković erstmals für die serbische Fed-Cup-Mannschaft; ihre Fed-Cup-Bilanz weist bislang drei Niederlagen aus.
In der Tennis-Bundesliga spielte sie 2019 für den TC Ludwigshafen in der 2. Liga.

## Turniersiege

### Einzel
| Nr. | Datum            | Turnier | Kategorie   | Belag | Finalgegnerin     | Ergebnis |
| --- | ---------------- | ------- | ----------- | ----- | ----------------- | -------- |
| 1.  | 4. Dezember 2016 | Kairo   | ITF $10.000 | Sand  | Jelena Stojanovic | 6:1, 6:0 |

### Doppel
| Nr. | Datum              | Turnier            | Kategorie   | Belag     | Partnerin               | Finalgegnerinnen                         | Ergebnis         |
| --- | ------------------ | ------------------ | ----------- | --------- | ----------------------- | ---------------------------------------- | ---------------- |
| 1.  | 1. Juli 2017       | De Haan            | ITF $15.000 | Sand      | Lisa-Marie Mätschke     | Rio Kitagawa Eliessa Vanlangendonck      | 6:4, 3:6, [10:8] |
| 2.  | 28. Juli 2018      | Tampere            | ITF $15.000 | Sand      | Camila Giangreco Campiz | Polina Bachmutkina Elena Malõgina        | 1:6, 6:4, [10:7] |
| 3.  | 10. November 2018  | Monastir           | ITF $15.000 | Hartplatz | Mia Eklund              | Tamara Čurović Eliessa Vanlangendonck    | 6:1, 7:68        |
| 4.  | 14. September 2019 | Kairo              | ITF W15     | Sand      | Fanny Östlund           | Yasmina El Sayed Daria Solovyeva         | 6:3, 6:1         |
| 5.  | 21. Dezember 2019  | Monastir           | ITF W15     | Hartplatz | Yvonne Cavallé Reimers  | Nadia Echeverría Alam Aurora Zantedeschi | 5:7, 6:2, [11:9] |
| 6.  | 5. Dezember 2020   | Monastir           | ITF W15     | Hartplatz | Yvonne Cavalle-Reimers  | Nefisa Berberović Anita Husarić          | 6:1, 6:4         |
| 7.  | 5. Juni 2021       | Banja Luka         | ITF W15     | Sand      | Nicole Fossa Huergo     | Katarína Kužmová Elena Milovanović       | 6:2, 3:6, [10:8] |
| 8.  | 24. Juli 2021      | Kiew               | ITF W25     | Sand      | Jang Su-jeong           | Ali Collins Andrea Gámiz                 | 3:6, 6:4, [10:7] |
| 9.  | 3. September 2022  | Brașov             | ITF W15     | Sand      | Nastja Kolar            | Ilinca Amariei Ioana Gașpar              | 6:4, 6:4         |
| 10. | 12. November 2022  | Monastir           | ITF W15     | Hartplatz | Naïma Karamoko          | Émeline Dartron Emmanuelle Girard        | 6:4, 6:4         |
| 11. | 25. August 2023    | Brașov             | ITF W15     | Sand      | Nicole Fossa Huergo     | Bianca Bărbulescu Linda Ševčíková        | 6:2, 6:4         |
| 12. | 20. April 2024     | Kuršumlijska Banja | ITF W15     | Sand      | Dschulija Tersijska     | Rikke de Koning Madelief Hageman         | 6:3, 1:6, [10:5] |